# Conescharellinidae
Conescharellinidae zijn een familie van mosdiertjes uit de orde Cheilostomatida en de klasse van de Gymnolaemata. De wetenschappelijke naam ervan is in 1909 voor het eerst geldig gepubliceerd door Levinsen.

## Geslachten
- Bipora Whitelegge, 1887
- Conescharellina d'Orbigny, 1852
- Crucescharellina Silén, 1947
- Flabellopora d'Orbigny, 1851
- Ptoboroa Gordon & d'Hondt, 1997
- Trochosodon Canu & Bassler, 1927
- Zeuglopora Maplestone, 1909

Niet geaccepteerd geslacht:
- Agalmatozoum Harmer, 1957 → Crucescharellina Silén, 1947